# Association bouddhiste générale du Vietnam
 (mars 2024).
L'Association Bouddhiste Générale du Vietnam était une organisation bouddhiste formée dans l'État du Vietnam en 1951, considérée comme la première association bouddhiste nationale du pays. Elle était importante pendant la crise bouddhiste de 1963, une période de manifestations et d'instabilité politique qui a conduit à la destitution du président Ngo Dinh Diem. Après la chute de Saïgon, elle est devenue de facto illégale sous le gouvernement communiste, qui a créé sa propre organisation bouddhiste sous contrôle gouvernemental.